# Коссеїтський сільський округ
Коссеї́тський сільський округ (каз. Қоссейіт ауылдық округі, рос. Коссейитский сельский округ) — адміністративна одиниця у складі Шардаринського району Туркестанської області Казахстану. Адміністративний центр та єдиний населений пункт — село Коссеїт.
Населення — 5578 осіб (2021; 4657 у 2009, 4176 у 1999, 3777 у 1989).
Станом на 1989 рік існувала Восходська сільська рада (село Восход).